# جزيرة سيمبو
جزيرة سيمبو وهي جزيرة من جزر إندونيسيا، وتقع ضمن أرخبيل جزر سوندا الكبرى، في إقليم جاوة الشرقية.